# Liste der Kulturdenkmale in Königshufen
In der Liste der Kulturdenkmale in Königshufen sind sämtliche Kulturdenkmale des Görlitzer Ortsteils Königshufen verzeichnet, die bis Oktober 2017 vom Landesamt für Denkmalpflege Sachsen erfasst wurden (ohne archäologische Kulturdenkmale). Die Anmerkungen sind zu beachten.
Diese Liste ist eine Teilliste der Liste der Kulturdenkmale in Görlitz.

## Liste der Kulturdenkmale in Königshufen
| Bild                                    | Bezeichnung                                                                      | Lage                                                               | Datierung                                          | Beschreibung | ID       |
| --------------------------------------- | -------------------------------------------------------------------------------- | ------------------------------------------------------------------ | -------------------------------------------------- | --- | -------- |
| Direkt Bild zu diesem Denkmal hochladen | Wohn- und Wirtschaftsgebäude                                                     | Friedhofstraße 7, 7a (Karte)                                       | bezeichnet mit 1646                                | 1894 von Stadtgartenbesitzer und Landwirt Robert Lange laut Tafel nach Brand wieder aufgebaut, baugeschichtlich von Bedeutung | 09281991 |
| Direkt Bild zu diesem Denkmal hochladen | Steuerkontrollhaus                                                               | Heilige-Grab-Straße 41 (Karte)                                     | 1850er Jahre                                       | Genormter Bau wie Zittauer Straße 21 und Rothenburger Straße 36, baugeschichtlich und ortsgeschichtlich von Bedeutung. Wie alle vier dieser Steuerkontrollhäuser aussehend: Flaches Satteldach, an Langseite Mittelrisalit mit Dreiecksgiebel und Eingang, alle Fenster Segmentbögen, im Giebel drei kleine rundbogige Fenster. Haus verputzt, darunter zyklopisch versetztes Bruchsteinmauerwerk, welches nur den Bauten der Obrigkeit zustünde (siehe Bednarek nach Löffler Preuß. Baugesetzgebung Mitte des 19. Jahrhunderts). | 09281547 |
|                                         | Dreiseithof mit Wohnhaus, Scheune, Seitengebäude und Einfriedungsmauer           | Heilige-Grab-Straße 42 (Karte)                                     | 1825                                               | Letztes Vorwerk der Stadt Görlitz, baugeschichtlich und ortsgeschichtlich von Bedeutung. Der Acker, der zu der Wirtschaft gehörte, war eine Königshufe. Darauf wurde später Königshufen gebaut, was den Ortsnamen erklärt. Alle drei Gebäude haben Krüppelwalmdächer. Das Wohnhaus ist in seinem Wohnteil unterkellert. Ebenfalls ein Keller befindet sich unter dem Anbau an der Scheune (also östlich des nördlichen Gebäudes) Im Wohnhaus und im Stall sind Gewölbe. Die den Hof nach Westen abschließende Scheune hat über den größten Teil der Hofseite einen weiten Dachüberstand. Nach Angaben des Besitzers ist das ein Merkmal schlesischer Architektur. Vorwerk der Stadt Görlitz. | 09281548 |
| Direkt Bild zu diesem Denkmal hochladen | Reichsbahn-Wasserwerk mit Dienstgebäude, Beamtenwohnhaus und Transformatorenturm | Laubaner Straße (Karte)                                            | Um 1905                                            | Bahnstrecke Berlin–Görlitz; hier trennen sich die Strecken nach Berlin und Weißenberg, letzteres die Kreisbahn, baugeschichtlich und eisenbahngeschichtlich von Bedeutung. - Beamtenwohnhaus: Bau in Klinker mit Putzflächen, Satteldach - Dienstgebäude/Pumpenhaus: Eingeschossiger Klinkerbau über unregelmäßigem Grundriss aus mehreren Bauteilen bestehend, flachgeneigtes Sattel- bzw. Pultdach, hier auch drei Brunnen - Trafoturm: Backsteinbau über annähernd quadratischem Grundriss mit Satteldach, Biberschwanzdeckung Dienstgebäude in schlechtem Bauzustand (22. Juni 2005 und 2009) | 09299662 |
|                                         | Bogner-Stein (Gedenkstein)                                                       | Nieskyer Straße (Nieskyer Landstraße nahe der Stadtgrenze) (Karte) | Nach 1853                                          | Sockel und Stele aus Sandstein mit Inschrift: „Am 5. Dezember 1853 verunglückte hier der Junggeselle Johann Gotthelf Bogner der unter einen schwer beladenen Wagen kam und auf der Stelle seinen Tod fand. Er war 21 Jahre 6 Monate und 6 Tage alt, sein Körper ruht auf dem Gottesacker zu Ebersbach“ (Buttowsky-Chronik) | 09303975 |
| Direkt Bild zu diesem Denkmal hochladen | Bauernhof mit Wohnstallhaus und drei Scheunen                                    | Rothenburger Straße 27h, 28 (Karte)                                | 1. Hälfte 19. Jahrhundert                          | Baugeschichtlich und wirtschaftsgeschichtlich von Bedeutung. Der Hof ist recht ursprünglich erhalten. Viele Fledermausgauben. | 09282035 |
|                                         | Hoffnungskirche, umgesetzt aus Deutsch Ossig                                     | Von-Rodewitz-Weg 2, 3 (Karte)                                      | 1715–1718; 1991 Wiederaufbau mit originalen Teilen | Als Kopie mit originalen Teilen wieder aufgebaut, 1998 geweiht, originale Ausstattung von 1716-1718 erhalten, baugeschichtlich und kunstgeschichtlich von Bedeutung. Kopie, unter Verwendung originaler Bausubstanz und Ausstattung wiedererrichtete evangelische Pfarrkirche aus Deutsch Ossig (Görlitz-Deutsch-Ossig), einer ehemals prächtig ausgestatteten, einschiffigen Kirche des Architekten Sammhammer von 1715–18, seit 1990 im Aufbau. weitgehend translozierte Dorfkirche von Deutsch-Ossig, die dem Tagebau weichen musste, originale Ausstattung von 1716-1718, barocke Gewölbeausmalung. Putzbau mit geradem Ostschluss und Satteldach, drei Strebepfeiler an der Nordseite, zwei an der Südseite, Sakristei im Osten, querhausartige Ausladungen und seitliche Treppenanbauten. Schlichte Westseite mit Sandsteinportal mit gesprengtem Giebel, bezeichnet mit 1717, neben den Logenanbauten im Norden und Süden zwei weitere Eingänge aus Sandstein mit gebrochenem Giebel, 19. Jahrhundert. Hohe, schmale Rundbogenfenster, der Turm an der Südwestecke des Schiffes eingestellt, in der unteren Hälfte auf quadratischem, in der oberen auf oktogonalem Grundriss, abschließende Haube mit hoher Laterne von Georg Rothe aus Görlitz, datiert 1755. Das Innere zählt wegen seiner prachtvollen, geborgenen und im Neubau wiederverwendeten Ausstattung zu den bedeutendsten barocken Kirchenräumen der Oberlausitz. Vierjochiges Schiff mit aus flachen Vorlagen entwickeltem Kreuzgratgewölbe, im Westjoch eine Vorhalle. An der Nord-, West- und Südseite eingeschossige Emporen mit gedrehten Docken, um 1716/18, im Nordwesten Sängerempore. An der östlichen Nordwand prächtiger, zweigeschossiger Logenbau mit stark geschwungenem Giebel, Vasenaufsätzen und Rocailleornamentik. An den Brüstungsfeldern ornamentale, geschnitzte Felder, innen mit Stuckdecken und barocken Kachelöfen, der Logenbau im Süden in gleichen Formen, allerdings nur im Obergeschoß mit Ofeneinbau, alle Emporeneinbauten datiert 1766. Schlichterer Logenbau an der Westwand mit Fruchtgehängen und geschnitztem, floralem Aufbau. Im Gewölbe Kopie der reichen Rokokobemalung von 1764, in den Jochen von Osten nach Westen die Darstellungen der Taube vor einem Baldachin, das von prächtigem Rahmen umgebene Fresko Gottvaters, des Lammes mit Siegesfahne und Buch. In den Kappen reich geschmückte Ornamentik mit Rocaille- und Blütenwerk, Vasen und Architekturelementen, die Gewände der Fenster ebenfalls mit gemalter Ornamentik, an der Nord- und Südwand Bibelzitate in gemalten, architektonischen Rahmen. Ausstattung: Prächtiger, hölzerner Kanzelaltar, der die ganze Höhe des Raumes ausnutzt mit großem, den Kanzelkorb rahmenden Architekturbau und reich gestalteten Frucht- und Blütengehängen, 1716/17 von Caspar Gottlob von Rodewitz aus Görlitz. In der Predella zwei Engelplastiken mit Palmwedeln auf die zwischen ihnen stehende Gesetzestafel weisend, darüber hoher Aufbau aus vier gestaffelten Halbsäulen auf Podesten mit schwerem verkröpftem Gebälk und gebrochenem, verkröpftem Giebel, der Kanzelkorb mit drei Putten zwischen kräftigen Voluten, der mittlere, mit Hörnern versehene Putto mit Schriftblatt in den Händen, die anderen mit Kelch und Buch, an der Kanzelrückwand Golgatha-Gemälde. Neben den Säulen die Figuren des Petrus und Paulus auf kräftigen Volutenkonsolen, auf den seitlichen Giebelstücken die plastischen Personifikationen des Glaubens und der Liebe, dazwischen der mit Lambrequins versehene Schalldeckel, über dem bekrönenden Aufsatz die Hl. Dreifaltigkeit, an der Südseite Kanzelaufgang mit profiliertem, geradem Sturz und zwei Engelsfiguren mit blindem, akanthusumranktem Wappenschild. – Schöner barocker Taufengel mit farbig gefasstem Gewand, auf einer Wolke schwebend, in der linken Hand Lilienzweig, in der rechten Taufbecken in Form einer reich geschnitzten Krone, ebenfalls von Caspar Gottlob von Rodewitz, datiert 1717. – Neben der Nordloge Beichtstuhl mit kräftigen Konsolen und reich profiliertem Gesims, auf dem Beichtstuhlaufsatz zwei Engelfiguren mit Schlüsseln und von Akanthuslaub umrahmte Inschriftkartusche, von Caspar Gottlob von Rodewitz, datiert 1718. – Orgelprospekt mit Rocaille- und Blütenornamentik von Leonhard Balthasar Schmal aus Zittau, datiert 1772–74. – Hinter dem Kanzelaltar blechbeschlagene Tür zum Sakristeianbau. | 09285386 |

## Tabellenlegende
- Bild: Bild des Kulturdenkmals, ggf. zusätzlich mit einem Link zu weiteren Fotos des Kulturdenkmals im Medienarchiv Wikimedia Commons. Wenn man auf das Kamerasymbol klickt, können Fotos zu Kulturdenkmalen aus dieser Liste hochgeladen werden:
- Bezeichnung: Denkmalgeschützte Objekte und ggf. Bauwerksname des Kulturdenkmals
- Lage: Straßenname und Hausnummer oder Flurstücknummer des Kulturdenkmals. Die Grundsortierung der Liste erfolgt nach dieser Adresse. Der Link (Karte) führt zu verschiedenen Kartendiensten mit der Position des Kulturdenkmals. Fehlt dieser Link, wurden die Koordinaten noch nicht eingetragen. Sind diese bekannt, können sie über ein Tool mit einer Kartenansicht einfach nachgetragen werden. In dieser Kartenansicht sind Kulturdenkmale ohne Koordinaten mit einem roten bzw. orangen Marker dargestellt und können durch Verschieben auf die richtige Position in der Karte mit Koordinaten versehen werden. Kulturdenkmale ohne Bild sind an einem blauen bzw. roten Marker erkennbar.
- Datierung: Baubeginn, Fertigstellung, Datum der Erstnennung oder grobe zeitliche Einordnung entsprechend des Eintrags in der sächsischen Denkmaldatenbank
- Beschreibung: Kurzcharakteristik des Kulturdenkmals entsprechend des Eintrags in der sächsischen Denkmaldatenbank, ggf. ergänzt durch die dort nur selten veröffentlichten Erfassungstexte oder zusätzliche Informationen
- ID: Vom Landesamt für Denkmalpflege Sachsen vergebene, das Kulturdenkmal eindeutig identifizierende Objekt-Nummer. Der Link führt zum PDF-Denkmaldokument des Landesamtes für Denkmalpflege Sachsen. Bei ehemaligen Kulturdenkmalen können die Objektnummern unbekannt sein und deshalb fehlen bzw. die Links von aus der Datenbank entfernten Objektnummern ins Leere führen. Ein ggf. vorhandenes Icon  führt zu den Angaben des Kulturdenkmals bei Wikidata.